# Itinga do Maranhão
Itinga do Maranhão is een gemeente in de Braziliaanse deelstaat Maranhão. De gemeente telt 26.125 inwoners (schatting 2009).